# Asan
Asan (Asan-si; 아산시; 牙山市), è una città della provincia sudcoreana del Sud Chungcheong.